# 동작대교
동작대교(銅雀大橋)는 서울특별시 용산구 이촌동과 동작구 동작동 · 서초구 반포동을 잇는 총연장 1,330m의 한강 다리이다. 수도권 전철 4호선 철도교를 중심부에 두고 양 쪽으로 3차선 도로로 이루어진 복합교량으로 수도권 전철 4호선 이촌역과 동작역 사이를 이어주는 역할을 하는 다리이다. 한강 다리 중 11번째로 개통하였다. 한강의 5번째 철교로서, 구조가 유사한 동호대교와 같은 날에 철교가 개통하였다. 동작대교 북쪽에 국립중앙박물관이 있고, 남쪽에 국립서울현충원이 있다.

## 역사
동작대교는 본래 1978년 5월에 서울시에서 폭 40~50m, 연장 15km의 후암동 병무청에서 남태령을 지나 정부과천청사를 잇는 동작대로라는 간선도로를 건설하기로 발표하면서 이 구간에 포함된 다리였다. 이 동작대로는 후암동 병무청에서 용산기지를 관통할 계획이었기 때문에 동작대교는 이에 맞춰 건설하게 되었다.
동작대교는 1978년 10월 18일에 착공되었으며 구자춘 서울시장과 남덕우 부총리, 신형식 건설부장관이 착공식에 참여했다. 착공 당시 동작대교는 폭 22m에 전철 구간 폭 12m로 전체 폭이 40m, 길이는 1,320m의 대한민국에서 최초로 랭거아치(Langer-arch)형으로 설계되었으며 1981년 9월에 개통할 예정이었다. 이 다리를 랭거아치로 설치하게 된 이유는 서울 지하철 4호선이 지나게 설계되어 교량 무게를 줄이기 위해 콘크리트 상판 대신에 강판으로 만들었기 때문이다. 당시 동작대교 건설은 원효대교처럼 대우개발이 투자 및 시공을 맡는 민간투자 방식으로 공사가 시행되었기 때문에 20년간 통행 요금을 받을 계획이었다. 시공 당시 동작대교는 대한민국에서 가장 폭이 넓은 다리였다.
착공하고 8개월 동안 수중 작업을 벌여 교량 하부구조인 우물통을 설치했으며, 1980년 5월부터 하부 교각 공사를 마무리짓고 상부 구조물 공사에 들어갔다. 그러나 1980년 말부터 대우개발이 회사 내 자금조달 문제 및 공사비 증가를 감당하지 못하고 공사 사업을 서울시에 반납하면서 1981년부터 공사가 중단되었다. 약 1년 동안 중단되었다가 서울시가 1982년 1월에 공사를 다시 발주해 건설하기 시작했고, 1984년 2월 공사가 순조롭게 진행되어 1984년 9월에 개통하기로 발표했다가 실제 개통은 1984년 11월 14일이 되어야 이루어졌다. 개통식에는 전두환 대통령과 이순자 여사, 김성배 건설부장관, 염보현 서울시장 등이 참석했다.
- 1978년 10월 18일 : 착공
- 1980년 2월 : 완공 시기를 1981년 12월로 연기했다.[11]
- 1981년 : 대우건설이 공사 사업을 반납하면서 공사 중단
- 1982년 2월 : 공사 재개
- 1983년 12월 : 완공 시기를 1984년 말로 연기[12]
- 1984년 2월 : 6차선 차도 구간만 9월에 개통하기로 발표
- 1984년 11월 14일 : 동작대교 개통[13]
- 2009년 10월경 전망탑 설치

## 효과
동작대교가 개통하면서 당시에 이웃했던 교량인 한강대교와 반포대교의 통행량이 25~30% 감소할 것으로 예상했으며, 서울 도심에서 과천시까지 직접 이어주게 되어 서울 도심에서 과천정부청사까지 이동할 때 필요한 소요시간이 약 5~10분 정도 단축됐다. 그리고 1984년 11월 15일부터 버스 노선을 조정해서 88번(사당동~망원동), 97번(과천~신세계), 156-1번(구파발~고속터미널), 288번(개포동~을지로4가) 일반시내버스와 89번(사당동~혜화동), 797번(군포시~신세계) 좌석버스 노선이 이 다리를 건너게 변경했다. 또한 97번 버스 중 24대를 97-1번으로 바꾸고, 288번 버스 중 13대를 288-2번으로 바꿔 한강로 ~ 용산~서빙고로 ~ 동작대교 ~ 신반포로 ~ 고속버스터미널 구간을 운행하게 했다.

## 경로
동작대교 건설 당시 용산구에 있던 미군기지를 이전하고 기지 부지를 통과하는 도로를 건설, 후암동으로 연결하여 서초동 - 반포동 - 동부이촌동 - 후암동 - 남대문 - 시청 - 광화문으로 이어지는 간선도로를 건설하고자 하는 계획이 있었으나, 미군기지 이전 계획이 중단되면서 동작대교는 다리 북단이 끊어진 형태를 띠게 되었다.